# Messingwerk Finow

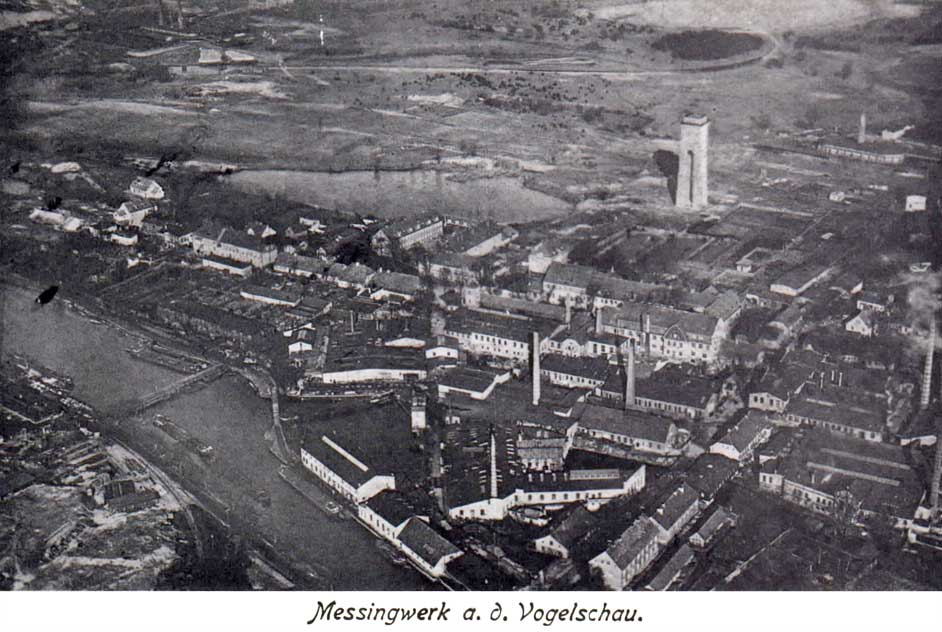
Luftaufnahme Messingwerk

Das Messingwerk im Eberswalder Ortsteil Finow wurde im Jahr 1698 gegründet und arbeitete bis 1945. Es gilt als sehr frühes industriell-gewerbliches Zentrum der Mark Brandenburg. 

## Geschichte

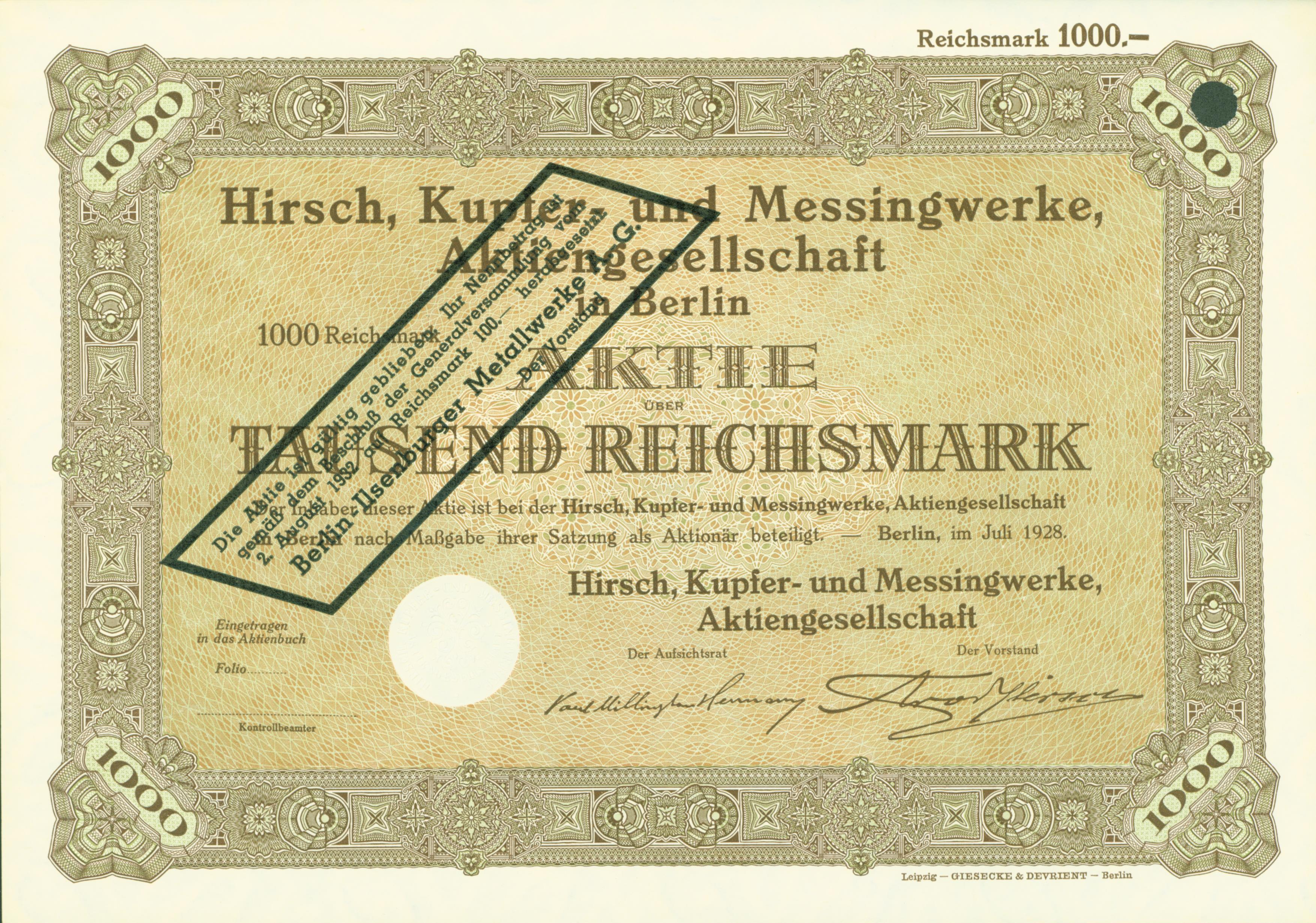
Aktie über 1000 RM der Hirsch, Kupfer- und Messingwerke AG vom Juli 1928

Als Gründungsdatum des Messingwerks gilt der 1. Juli 1700, an dem die Produktion unter Administrator Friedrich Luck begann. 1702 wurde das Messingwerk von Friedrich Müller gepachtet, nachfolgend von den Franzosen Aureillon, Dittlof und Lejeune. 1729 pachteten Splittgerber & Daum das Messingwerk für 55 Jahre. 1786 übernahm das Königliche Berg- und Hüttenamt in Berlin die Verwaltung. 1863 kaufte der Industrielle Gustav Hirsch das Werk für 100.000 preußische Taler. Er sorgte sich – was zur damaligen Zeit alles andere als üblich war – sehr um das Wohl seiner Arbeiter und baute die Messingwerksiedlung wesentlich aus. Produziert wurden Bleche, Drähte, Kessel und Röhren, außerdem im Rahmen umfangreicher Rüstungsaufträge Munitionshülsen, Zünder und Granaten. 1872 waren 200 Arbeitnehmer beschäftigt. 1899 übernahm sein Neffe Aron Hirsch den Betrieb und gründete 1906 die Hirsch Kupfer- und Messingwerke AG. 1907 waren 950 Arbeiter beschäftigt, 1918 bereits 2390. 1917 begann der Bau des Neuwerkes, das 1920 durch Siegmund Hirsch eingeweiht wurde.
Im Jahre 1936 erhielt die Firma ein Patent für eine Verbesserung des elektrischen Schweißens: die bei Induktionsöfen vorhandenen Bauteile (Ofeninduktionsspule sowie Kondensatoren) wurden zur Speisung der Schweißvorrichtung benutzt und erhöhten die Wirtschaftlichkeit, weil separate Bauteile überflüssig wurden.
Im Jahr 1913 wurde bei Bauarbeiten der bronzezeitliche Schatz von Eberswalde auf dem Werkgelände gefunden.

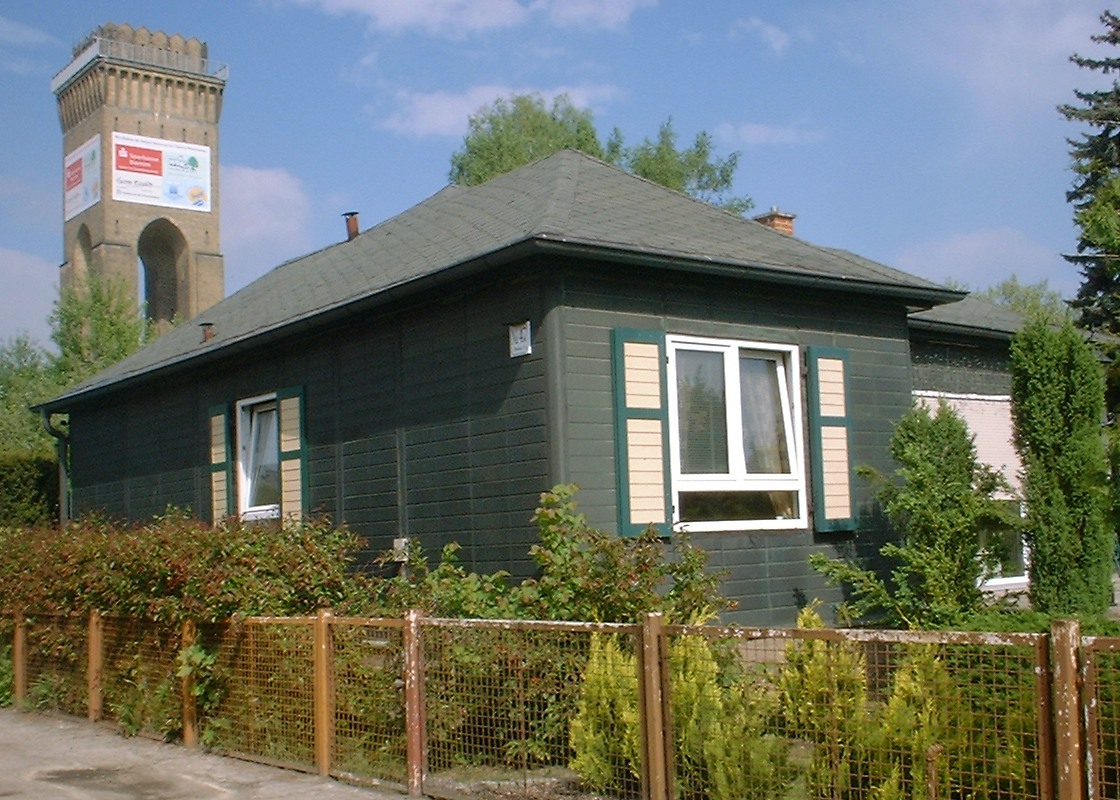
Kupferhaus und Wasserturm

1931/1932 wurden am Fuße des Wasserturms acht Musterhäuser mit Fassaden aus Kupferblech, die sogenannten Kupferhäuser, errichtet, die darauf ausgelegt waren, schnell montiert und effektiv transportiert werden zu können. Diese Häuser werden heute noch als Wohnhäuser genutzt.

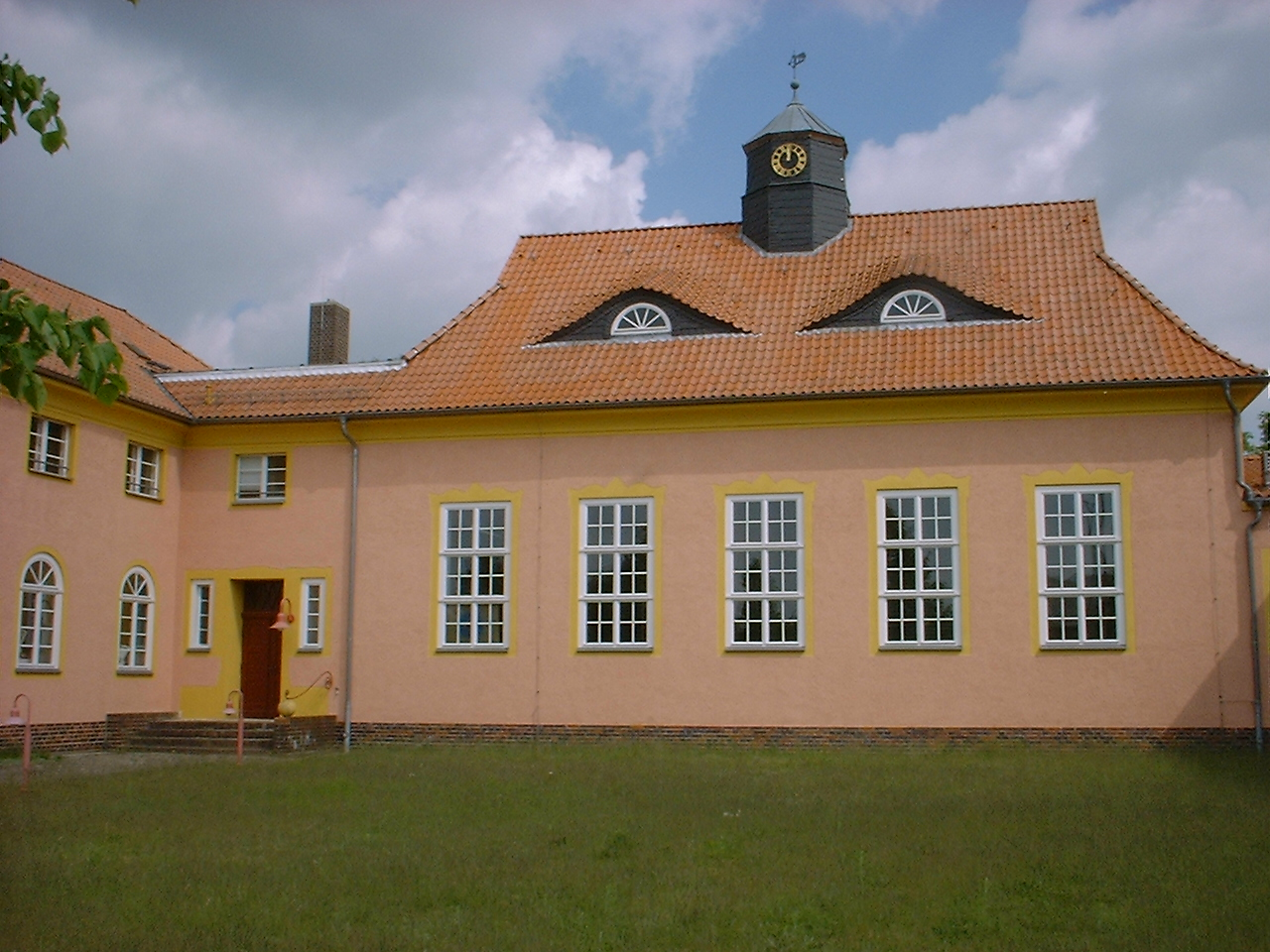
Eichamt

Gustav Hirsch und später sein Neffe Aron sowie dessen Sohn Siegmund Hirsch trugen nicht nur Verantwortung für den Betrieb, sondern auch für den eigenständigen Gemeindeverband Messingwerk. Sie errichteten eine Schule mit zwei Lehrerhäusern, von denen eines heute ein Eichamt ist. 1928 wurde das Messingwerk mit dem Dorf Heegermühle und den Gutsbezirken Eisenspalterei und Wolfswinkel zu Finow vereinigt. 1929 war das Werk das größte und leistungsfähigste Messingwerk Europas. 1932 schied die Familie Hirsch infolge der Berliner Bankenkrise aus dem Unternehmen aus. Nach der Machtübernahme der Nationalsozialisten emigrierte der ehemalige Juniorchef Siegmund Hirsch aufgrund der jüdischen Herkunft der Familie nach Ägypten. Der ehemalige Seniorchef Aron Hirsch lebte bis zu seinem vermutlichen Freitod am 22. Februar 1942 in Wiesbaden, mit seiner Frau Amalie geb. Mainz, die sich am 27. August 1942 das Leben nahm.
1941 gehörte der Betrieb fast zu 100 % der AEG und wurde in Finow Kupfer- und Messingwerke AG umbenannt. 1945 erfolgte die Demontage des Neuwerks gemäß Befehl der Sowjetischen Militäradministration in Deutschland. In den 1950er Jahren nahm der VEB Walzwerk Finow dort die Arbeit auf. 1952/1953 wurde das modernste Warmbandwalzwerk der DDR gebaut, 1960 Kaltwalzwerk und Rohrwerk. 1989 erfolgte eine Teilstilllegung, 1993 die Übernahme durch das slowakische Hüttenwerk Východoslovenské železiarne und nachfolgend die Fusion mit einem US-amerikanischen Konzern. Zwischenzeitlich hatte sich die Walzwerk Finow GmbH auf die Herstellung von geschweißten Stahlrohren und kalt umgeformten Stahlprofilen spezialisiert und war Zulieferbetrieb der Automobilindustrie. Nach dem zweiten Insolvenzantrag und wegen fehlender Investoren stellte das Walzwerk am 30. März 2012 die Produktion ein.

## Besondere Bauwerke

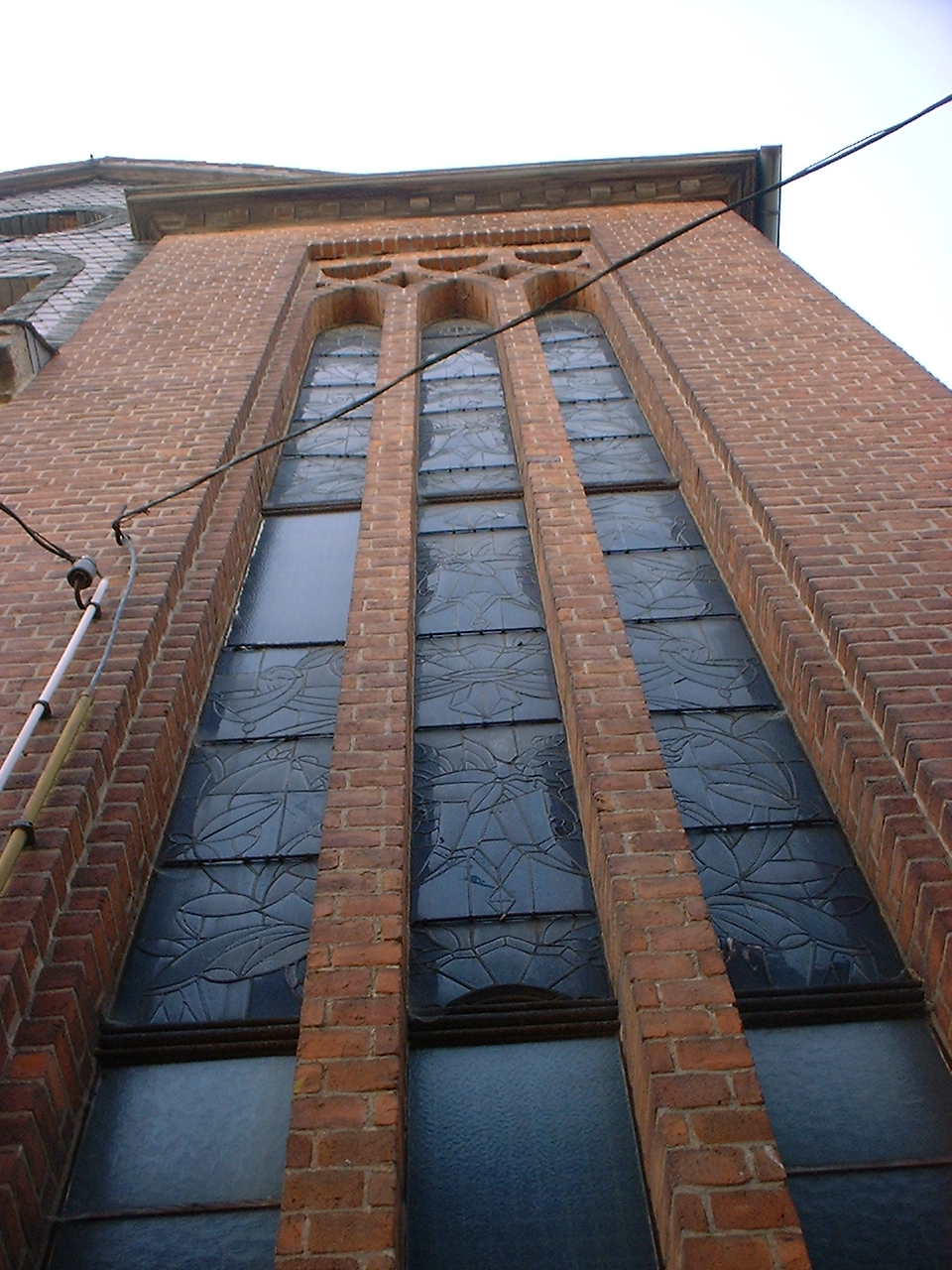
Fenster im Torbogenhaus

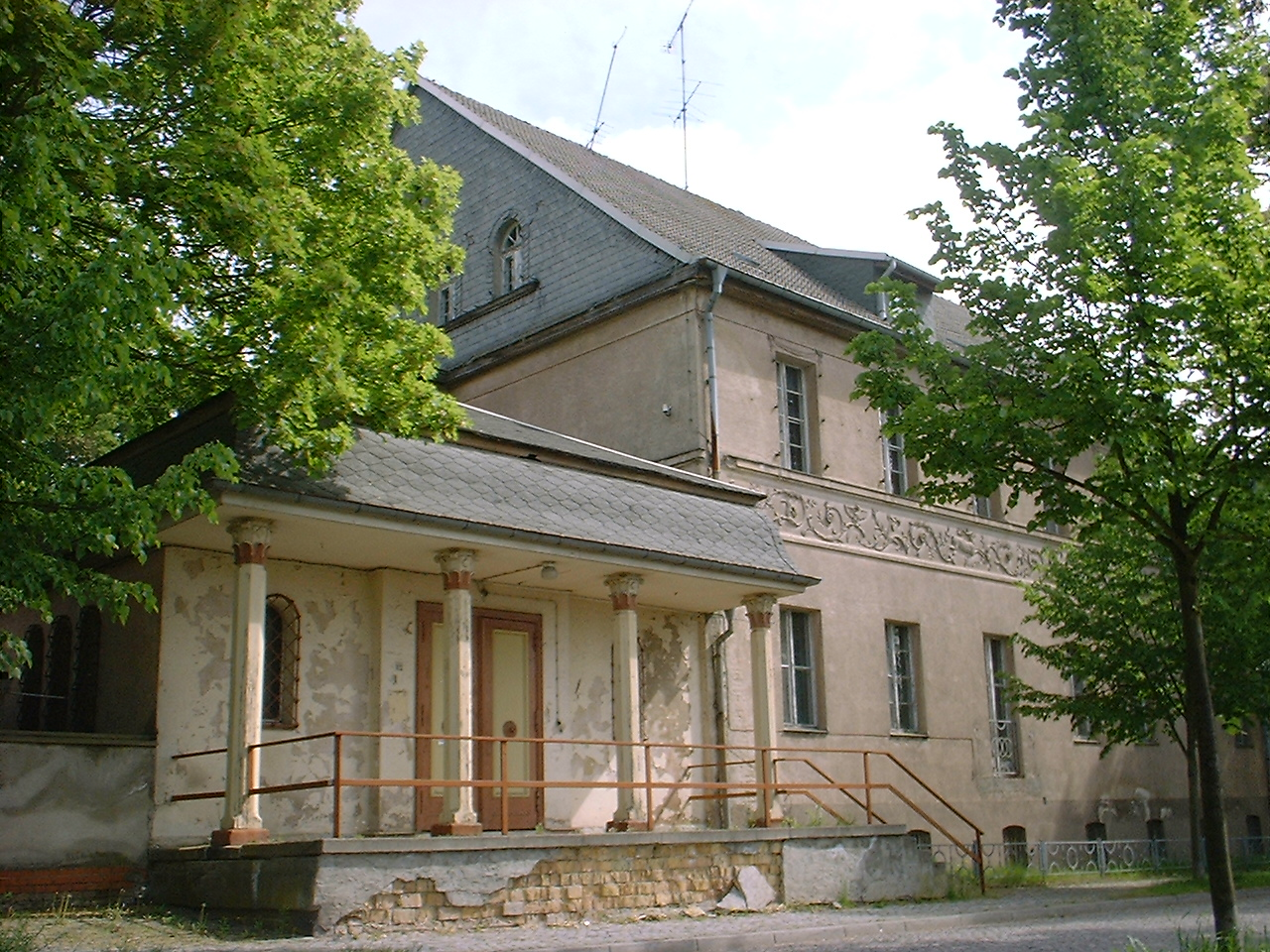
Villa Hirsch

Wasserturm mit Kupferhäusern

- Villa Hirsch (Erich-Steinfurth-Straße 12): 1916 nach Plänen von Paul Mebes aus einem vorhandenen eingeschossigen Wohnhaus und dem nebenliegenden Spritzenhaus erbaut; zuletzt Kommandantur, im Mai 2006 leerstehend. Die früher dahinter befindliche Gartenanlage mit Wasserbecken in der Achse des Wasserturms existiert nicht mehr.
- Torbogenhaus (Erich-Steinfurth-Straße 9 und 52) mit Bleiverglasung von César Klein
- Altes Hüttenamt (Erich-Steinfurth-Straße 10/11): Fachwerkbau von 1736 mit drei Beamtenwohnungen, Kontor und Magazin sowie einem Betsaal im Obergeschoss.
- Finower Wasserturm: 1917/1918 nach Plänen von Paul Mebes erbaut, versorgte das Messingwerk mit Trink- und Betriebswasser (vier Säulen, 48,6 m hoch, eisernes Wasserbassin mit 7 m Durchmesser und 5 m Höhe, Wendeltreppe mit 260 Stufen bis zur 44 m hohen Plattform). In den 1930er Jahren wurde der Zugangsbereich des Wasserturms zum Kriegerdenkmal umgestaltet. Erst 2004 bis 2011 wurde der Turm aufwendig saniert, wobei ein stählerner, umlaufender Aussichtssteg auf dem Turm angebracht sowie ein Aufzug und ein Treppenlift eingebaut wurden.[3] Seit Abschluss der Sanierung beherbergt der Wasserturm eine Ausstellung zu den Kupferhäusern und den vormaligen Eigentümern der Kupferwerke. Er dient außerdem als Aussichtsturm.
- Kupferhäuser: 1931/1932 von Robert Krafft (Altenhofer Straße 41–48) und Walter Gropius (Altenhofer Straße 2) errichtet.
- Eichamt (Erich-Steinfurth-Straße 20): 1922/1923 als Gemeindeschule erbaut, 1994 saniert.
- Stele zur Erinnerung an den Eberswalder Goldschatz, der am 16. Mai 1913 bei Aushubarbeiten zum Vorschein kam: 81 Objekte in einem Tontopf, von ca. 750 v. Chr. Die auf dem Gustav-Hirsch-Platz stehende Stele wurde am 7. Oktober 2005 eingeweiht.